# Richard Klein (Historiker)
Richard Klein (* 11. Dezember 1934 in Fürth, Bayern; † 20. November 2006) war ein deutscher Althistoriker.
Nach seinem Abitur am humanistischen Neuen Gymnasium in Nürnberg studierte Klein Latein, Griechisch, Geschichte und Archäologie in Erlangen und München. 1958 legte er das wissenschaftliche Staatsexamen in Erlangen ab und blieb bis zu seiner Pensionierung 1998 im Gymnasialdienst. Seit 1970 war er daneben Lehrbeauftragter an der Universität Erlangen-Nürnberg und habilitierte sich 1976 über Constantius II. und die christliche Kirche. Seit 1978 war Klein Privatdozent und trug von 1983 bis 2006 den Titel eines außerplanmäßigen Professors.
Klein beschäftigte sich mit der gesamten Antike, Hauptarbeitsgebiet war jedoch das Frühe Christentum und allgemein die Spätantike. Klein gab unter anderem einen Band mit Texten zum Streit um den Victoriaaltar und zur Romrede des Aelius Aristides, je einen Sammelband mit Aufsätzen bezüglich der römischen Kaiser Julian und Mark Aurel, zwei Bände bezüglich des Frühen Christentums sowie eine Abhandlung bezüglich der Kirchenpolitik Kaiser Constantius’ II. heraus.
Er galt allgemein als einer der besten Kenner auf dem Gebiet des Frühen Christentums, war seit 1994 Mitherausgeber der Zeitschrift Gymnasium und erstellte Rezensionen unter anderem für Plekos: Periodicum Online zur Erforschung der Kommunikationsstrukturen in der Spätantike.

## Publikationen (Auswahl)
- Tertullian und das Römische Reich. 1968.
- Symmachus. Eine tragische Gestalt des ausgehenden Heidentums (= Impulse der Forschung. Band 2). Darmstadt 1971, 2. Auflage 1986.
- Der Streit um den Victoriaaltar. Die dritte Relatio des Symmachus und die Briefe 17, 18 und 57 des Bischofs Ambrosius von Mailand. Einführung, Text und Erläuterungen (= Texte zur Forschung. Band 7). Darmstadt 1972.
- Kaiser Constantius II. und die christliche Kirche (= Impulse der Forschung. Band 26), Darmstadt 1977. (zugleich Habilitationsschrift)
- als Hrsg.: Julian Apostata (= Wege der Forschung. Band 509), Darmstadt 1978.
- als Hrsg.: Marc Aurel (= Wege der Forschung. Band 550), Darmstadt 1979.
- mit Peter Guyot: Das frühe Christentum bis zum Ende der Verfolgungen. Eine Dokumentation. Bd. 1: Der Staat. Bd. 2: Die Gesellschaft, griech./lat. – deutsch. Darmstadt 1993 und 1995 (als Sonderausgabe bereits 1977).
- Die Romrede des Aelius Aristides. 2 Bände. 1981–1983.
- Roma versa per aevum. Ausgewählte Schriften zur heidnischen und christlichen Spätantike (= Spudasmata. Band 74). Herausgegeben von Raban von Haehling und Klaus Scherberich. Hildesheim / Zürich / New York 1999. Besprechung bei Plekos.